# Holmens Sogn
Holmens Sogn er et sogn i Holmens og Østerbro Provsti (Københavns Stift). Sognet ligger i Københavns Kommune; indtil Kommunalreformen i 1970 lå det i Sokkelund Herred (Københavns Amt). I Holmens Sogn ligger Holmens Kirke og Christiansborg Slotskirke. Til sognet hørte tidligere også Auderød Kirkesal som lå på Søværnets Grundskole i Auderød, nu nedlagt. Endelig ligger Sømandskirken i Nyhavn også i sognet.
Sognet oprettedes i 1617.
I Holmens Sogn findes flg. autoriserede stednavne:
- Kongens Nytorv (station)